# TT372
La tombe thébaine TT 372 est située à El-Khokha, dans la nécropole thébaine, sur la rive ouest du Nil, face à Louxor en Égypte.
C'est la sépulture d'Amenkhâou, gardien des charpentiers du temple de Ramsès III à la XXe dynastie.